# (523617) 2007 PS45
(523617) 2007 PS45 ist ein großes transneptunisches Objekt im Kuipergürtel, das bahndynamisch als Resonantes KBO (Twotino) eingestuft wird. Aufgrund seiner Größe gehört der Asteroid möglicherweise zu den Zwergplanetenkandidaten.

## Entdeckung
2007 PS45 wurde am 12. August 2007 von einem Astronomenteam am Palomar-Observatorium des California Institute of Technology (CalTech) entdeckt. Die Entdeckung wurde am 7. Oktober 2010 von Dave Rabinowitz, Meg Schwamb und Suzanne Tourtellotte vom La-Silla-Observatorium (Chile) der Europäischen Südsternwarte (ESO) bekanntgegeben, der Planetoid erhielt am 25. September 2018 von der IAU die Kleinplaneten-Nummer 523617.
Der Beobachtungsbogen des Planetoiden beginnt mit der offiziellen Entdeckungsbeobachtung am 12. August 2007. Seither wurde der Planetoid durch verschiedene erdbasierte Teleskope beobachtet. Im Oktober 2018 lagen insgesamt 107 Beobachtungen über einen Zeitraum von 11 Jahren vor. Die bisher letzte Beobachtung wurde im Dezember 2017 am Pan-STARRS-Teleskop (PS1) (Maui) durchgeführt. (Stand 18. März 2019)

## Eigenschaften

### Umlaufbahn
2007 PS45 umkreist die Sonne in 328,40 Jahren auf einer leicht elliptischen Umlaufbahn zwischen 38,17 AE und 57,03 AE Abstand zu deren Zentrum. Die Bahnexzentrizität beträgt 0,198, die Bahn ist 19,52° gegenüber der Ekliptik geneigt. Derzeit ist der Planetoid 40,49 AE von der Sonne entfernt. Das Perihel durchlief er das letzte Mal 1988, der nächste Periheldurchlauf dürfte also im Jahre 2316 erfolgen.
Marc Buie (DES) klassifiziert den Planetoiden als Twotino (RKBO 1:2), während vom Minor Planet Center keine spezifische Einstufung existiert; letzteres ordnet ihn als Nicht-SDO und allgemein als «Distant Object» ein.

### Größe
Derzeit wird von einem Durchmesser von 358 km ausgegangen, basierend auf einem Rückstrahlvermögen von 8 % und einer absoluten Helligkeit von 5,7 m. Ausgehend von diesem Durchmesser ergibt sich eine Gesamtoberfläche von etwa 403.000 km2. Die scheinbare Helligkeit von 2007 PS45 beträgt 21,81 m.
Da es denkbar ist, dass sich 2007 PS45 aufgrund seiner Größe im hydrostatischen Gleichgewicht befindet und somit weitgehend rund sein könnte, erfüllt er möglicherweise die Kriterien für eine Einstufung als Zwergplanet. Mike Brown geht davon aus, dass es sich bei 2007 PS45 um vielleicht einen Zwergplaneten handelt.
| Jahr                                         | Abmessungen km | Quelle   |
| -------------------------------------------- | -------------- | -------- |
| 2018                                         | 336,0          | Johnston |
| 2018                                         | 358,0          | Brown    |
| Die präziseste Bestimmung ist fett markiert. |                |          |